# Кејк (Аљаска)
Кејк (енгл. Kake) град је у америчкој савезној држави Аљаска.

## Демографија
По попису из 2010. године број становника је 557, што је 153 (-21,5%) становника мање него 2000. године.
| Група             | 2000.       | 2010.      |
| Белци             | 170 (23,9%) | 94 (16,9%) |
| Афроамериканци    | 2 (0,3%)    | 1 (0,2%)   |
| Азијати           | 2 (0,3%)    | 0 (0,0%)   |
| Хиспаноамериканци | 11 (1,5%)   | 10 (1,8%)  |
| Укупно            | 710         | 557        |